# Fabiola Ramos
Fabiola Ramos (nascuda el 15 de setembre de 1977 a Maracaibo) és una esportista veneçolana de l'especialitat de tennis de taula que va ser campiona de Centreamèrica i del Carib a Mayagüez 2010. i campiona sud-americana aMedellín 2010.

## Trajectòria
La trajectòria esportiva de Fabiola Ramos s'identifica per la seva participació en els següents esdeveniments nacionals i internacionals.

### Jocs Sud-americans
Va ser reconegut el seu acompliment com a part la selecció de  Veneçuela en els jocs de Medellín 2010. Sent a més la banderera de la delegació en els Jocs del 2010.

#### Jocs Sud-americans de Medellín 2010
El seu acompliment en la novena edició dels jocs, amb un total de 3 medalles:

- , Medalla d'or: Dobles Dones
- , Medalla de plata: Tennis de Mesa Senzills Dones
- , Medalla de bronze: Tennis de Mesa Equipo Dones

### Jocs Centreamericans i del Carib
Va ser reconegut el seu triomf de ser l'esportista de tennis de taula amb el major nombre de medalles de la selecció de Plantilla:VEUEN
en els jocs de Mayagüez 2010.

#### Jocs Centreamericans i del Carib de Mayagüez 2010
El seu acompliment en la vintena primera edició dels jocs, es va identificar per ser la primera esportista de tennis de taula amb el major nombre de medalles entre tots els participants de l'esdeveniment, amb un total de 4 medalles:

- , Medalla d'or: Dobles
- , Medalla de plata: Equips
- , Medalla de bronze: Mixt
- , Medalla de bronze: Individual